# エグゼクティブ・エージェンシー
エグゼクティブ・エージェンシー（英: executive agency）とは、イギリスにおいて、管理及び予算について省から分離して設置される行政機関である。イギリス政府、スコットランド政府、ウェールズ政府及び北アイルランド執政府の執行機能の一部を実行する。執行機関と訳されることもある。また、単にエージェンシーともいう。非内閣構成省庁 (Non-ministerial government department) 、政府外公共機関 (Non-departmental public body) 、準独立公共機関 (Quango) は、省大臣の統制から真に法的かつ憲法的に分離されるが、エージェンシーは、そのいずれとも全く異なる政治機構 (machinery of government) の装置 (devices) である。イギリスのエージェンシー制度を範にした制度は、他のいくつかの国々で導入されている。

## 各省の所管するエージェンシーの一覧
2022年6月中旬現在のイギリス政府の情報による。

### 法務長官
- 検察局 (Crown Prosecution Service)
- 政府法務局 (Government Legal Department)
- 重大不正捜査局

### 内閣府
- 庶民院長官室
- クラウン商業サービス (Crown Commercial Service)
- 枢密院事務局

### ビジネス・エネルギー・産業戦略省
- 会社登記所 (Companies House)
- 債務超過局 (Insolvency Service)
- 知的財産庁 (Intellectual Property Office)
- 気象庁 (Met Office)
- イギリス宇宙局 (UK Space Agency)
- 民間核警察局 (Civil Nuclear Police Authority)
- 原子力廃止措置機関 (Nuclear Decommissioning Authority)
- 英国原子力公社  (United Kingdom Atomic Energy Authority)

### コミュニティ・地方自治省
- 計画審査庁 (Planning Inspectorate)
- 女王エリザベス2世会議センター (Queen Elizabeth II Conference Centre)

### デジタル・文化・メディア・スポーツ省
- 慈善委員会 (Charity Commission for England and Wales)
- 国立公文書館 (The National Archives (United Kingdom))
- 王立公園庁 (The Royal Parks)

### 教育省
- 教育助成局 (Education Funding Agency)
- ofsted
- 国立教育指導専門学校 (National College for Teaching and Leadership)
- 技能助成局 (Skills Funding Agency)
- 教育水準・試験機構 (Standards and Testing Agency)

### 環境・食糧・農村地域省
- 林業委員会 (Forestry Commission)
- ofwat
- 動植物衛生庁 (Animal and Plant Health Agency)
- 環境・漁業・水産養殖科学センター (Centre for Environment, Fisheries and Aquaculture Science)
- 地方決済庁 (Rural Payments Agency)
- 獣医学研究局 (Veterinary Medicines Directorate)

### 運輸省
- 鉄道規制庁 (Office of Rail and Road)
- 運転者・車両免許庁 (Driver and Vehicle Licensing Agency)
- 運転者・車両基準庁 (Driver and Vehicle Standards Agency)
- 海事沿岸警備庁 (Maritime and Coastguard Agency)
- 車両認証局 (Vehicle Certification Agency)

### 労働年金省
- 障害者雇用公社
- 健康と安全のエグゼクティブ (Health and safety Executiue)
- National Employment Saving Trust
- 年金アドバイザリーサービス (The Pensions Advisory Service)
- 年金規制局 (The Pensions Regulator)
- 原子力規制局 (office for Nuclear Regulation)

### 保健省
- 医薬品・医療製品規制庁 (Medicines and Healthcare products Regulatory Agency)
- 英国公衆衛生庁 (Public Health England)

### 外務・英連邦・開発省
- FCOサービス (FCO Services)
- ウィルトン・パーク (Wilton Park)

### 大蔵省
- 国家貯蓄投資 (National Saving and Investment)
- 政府内部監査局 (Government Internal Audit Agency)
- 債務管理局 (Debt Management Office)

### 内務省
- 開示および禁止サービス (Disclosure and Barrhng Service)
- ギャングマスターと労働虐待局 (Gangmasters Licensing Authority)
- 独立警察苦情委員会 (Independent Police Complanints Commission)
- 入国管理局 (office of the Immigration Service Commissioner)
- セキュリティ業界局 (Security Industry Authority)

### 国防省
- Defence Electronics and Components Agency
- 国防科学技術研究所 (Defence Science and Technology Laboratory)
- 英国水路部 (United Kingdom Hydrographic Office)

### 司法省
- 児童および家庭裁判所の助言および支援サービス (Children and Family Court Advisory and Support Service)
- 刑事事件再審査委員会 (Criminal Cases Review Commission)
- 裁判官選考委員会 (Judicial Appointments Commission)
- イングランドとウェールズの仮釈放委員会 (Parole Board for England and Wales)
- 青年司法委員会 (Youth Justice Board)
- 刑事傷害補償機関 (Criminal Injuries Compensation Authority)
- 英国裁判所・審判所局 (HM Courts and Tribunals Service)
- 刑務局 (HM Prison Service)
- 法律扶助局 (Legal Aid Agency)
- 陛下の刑務所および保護観察サービス (HM Prison and Probation Service)
- 後見庁 (Office of the Public Guardian)

## その他の国々での事例
いくつかの国には、英国のエージェンシー制度を範とした制度がある。
アメリカ合衆国では、クリントン政権がこのモデルを輸入したが、その名称はPerformance-Based Organizations (PBOs) に修正された。
カナダでは、Special Operating
Agenciesの名称の下、制限付きでエージェンシー制度が採用された。
このほか、オーストラリア、ジャマイカ、日本、タンザニアでも、英国のエージェンシー制度の影響を受けた行政機構が設立された。

## 参考資料
- 三菱UFJリサーチ&コンサルティング株式会社公共経営・公共政策部 (2007年3月). “諸外国における独立行政法人制度に関する調査研究―概要―” (PDF).  総務省行政管理局. 2016年8月4日閲覧。
- 三菱UFJリサーチ&コンサルティング株式会社公共経営・公共政策部 (2007年3月). “諸外国における独立行政法人制度に関する調査研究―報告書―” (PDF).  総務省行政管理局. 2016年8月4日閲覧。